# Крис Картър (писател)
Вижте пояснителната страница за други личности с името Крис Картър.
Крис Картър (на английски: Chris Carter) е италиански писател, автор на трилъри.

## Биография и творчество
Роден е на 14 юли 1965 г. в град Бразилия, столицата на Бразилия. Има италиански произход. Прекарва детството си и тийнейджърските си години в Бразилия. След като завършва гимназия, се премества в САЩ, където учи психология със специализация по криминална психология в Университета на Мичиган. По време на следването си работи на различни места, за да се издържа.
След дипломирането си работи като член на екипа по криминална психология към Главната прокуратура на Мичиган. Разпитва и изучава много престъпници, включително серийни и масови убийци с доживотни присъди. В началото на 90-те години на XX век заминава за Лос Анджелис и прекарва 10 години като китарист с многобройни глем рок групи. След това отива в Лондон, където успява да работи с известни артисти като професионален музикант и да обиколи света няколко пъти.
През 2008 г. оставя музикалния бизнес и започва да пише трилъри, ползвайки опита си от криминален психолог. Първият му роман „Хамелеонът се завръща“ от поредицата „Робърт Хънтър“ е издаден през 2009 г. и веднага става бестселър. Главният герой детективът Робърт Хънтър е от специалния отдел по убийствата в полицията на Лос Анджелис. Заедно с партньора си Скот Уилсън разследват различни случаи на тежки престъпления и серийни убийци.
Според „Сънди Таймс“ трилърите на писателя са сред 10-те най-продавани произведения. Крис Картър живее в Лондон.

## Произведения

### Самостоятелни романи
- Answer Me (2016)

### Серия „Робърт Хънтър“ (Robert Hunter)
- The Hunter (2013) – електронно издание, предистория на серията, разкази
Ловецът – фен превод (2015)

1. The Crucifix Killer (2009)
Хамелеонът се завръща, изд.: ИК „ЕРА“, София (2009), прев. Марин Загорчев
2. The Executioner (2010)
Екзекуторът, изд.: ИК „ЕРА“, София (2010), прев. Юлия Чернева
3. The Night Stalker (2011)
Хищникът, изд.: ИК „ЕРА“, София (2011), прев. Юлия Чернева
4. The Death Sculptor (2012)
Скулптора, изд.: ИК „ЕРА“, София (2012), прев. Юлия Чернева
5. One by One (2013)
Един по един, изд.: ИК „ЕРА“, София (2013), прев. Юлия Чернева
6. An Evil Mind (2014)
Престъпен ум, изд.: ИК „ЕРА“, София (2014), прев. Юлия Чернева
7. I am Death (2015)
Отмъстителят, изд.: ИК „ЕРА“, София (2015), прев. Юлия Чернева
8. The Caller (2017)
Смъртоносно обаждане, изд.: ИК „ЕРА“, София (2017), прев. Юлия Чернева
9. Gallery of the Dead (2018)
Галерия на мъртвите, изд.: ИК „ЕРА“, София (2018), прев. Юлия Чернева
10. Hunting Evil (2019)
По следите на злото, изд.: ИК „ЕРА“, София (2019), прев. Юлия Чернева
11. Written in Blood (2020)
Написано с кръв, изд.: ИК „ЕРА“, София (2020), прев. Юлия Чернева
12. Genesis (2022)
Генезис, изд.: ИК „ЕРА“, София (2022), прев. Юлия Чернева
13. The Death Watcher (June 5, 2024)
Възмездие, изд.: ИК „ЕРА“, София (2024), прев. Юлия Чернева